# Valdomiro
Valdomiro, celým jménem Valdomiro Vaz Franco, (* 17. února 1946 Criciúma) je bývalý brazilský fotbalista, útočník. 

## Fotbalová kariéra
Začínal v nižších soutěžích v týmech Comerciário EC a SER Perdigão. V brazilské lize hrál za Internacional Porto Alegre, se kterým třikrát vyhrál brazilskou ligu. V letech 1980-1981 hrál v Kolumbii za Millonarios FC. V jihoamerickém Poháru osvoboditelů nastoupil ve 14 utkáních a dal 1 gól. Za brazilskou fotbalovou reprezentaci nastoupil v letech 1973–1977 ve 23 utkáních a dal 5 gólů. Byl členem brazilské reprezentace na Mistrovství světa ve fotbale 1974, nastoupil v 6 utkáních a dal 1 gól. 

## Ligová bilance
| Ročník                               | Zápasy | Góly | Klub                       |
| ------------------------------------ | ------ | ---- | -------------------------- |
| Campeonato Brasileiro Série A 1968   | -      | -    | Internacional Porto Alegre |
| Campeonato Brasileiro Série A 1969   | -      | -    | Internacional Porto Alegre |
| Campeonato Brasileiro Série A 1970   | -      | -    | Internacional Porto Alegre |
| Campeonato Brasileiro Série A 1971   | 24     | 5    | Internacional Porto Alegre |
| Campeonato Brasileiro Série A 1972   | 28     | 13   | Internacional Porto Alegre |
| Campeonato Brasileiro Série A 1973   | 40     | 6    | Internacional Porto Alegre |
| Campeonato Brasileiro Série A 1974   | 5      | 4    | Internacional Porto Alegre |
| Campeonato Brasileiro Série A 1975   | 28     | 4    | Internacional Porto Alegre |
| Campeonato Brasileiro Série A 1976   | 22     | 10   | Internacional Porto Alegre |
| Campeonato Brasileiro Série A 1977   | 13     | 6    | Internacional Porto Alegre |
| Campeonato Brasileiro Série A 1978   | 25     | 9    | Internacional Porto Alegre |
| Campeonato Brasileiro Série A 1979   | 8      | 2    | Internacional Porto Alegre |
| 1. kolumbijská liga 1980             | -      | 15   | Millonarios FC             |
| 1. kolumbijská liga 1981             | -      | 5    | Millonarios FC             |
| Campeonato Brasileiro Série A 1982   | 12     | 1    | Internacional Porto Alegre |
| CELKEM Campeonato Brasileiro Série A | -      | -    |                            |
| CELKEM 1. kolumbijská liga           | -      | 20   |                            |